# D
Dは、ラテン文字（アルファベット）の4番目の文字。ギリシャ文字のΔ（デルタ）に由来し、キリル文字のДに相当する。小文字は d  。

## 字形
大きく分けて2つの字形が使われる。

筆記体

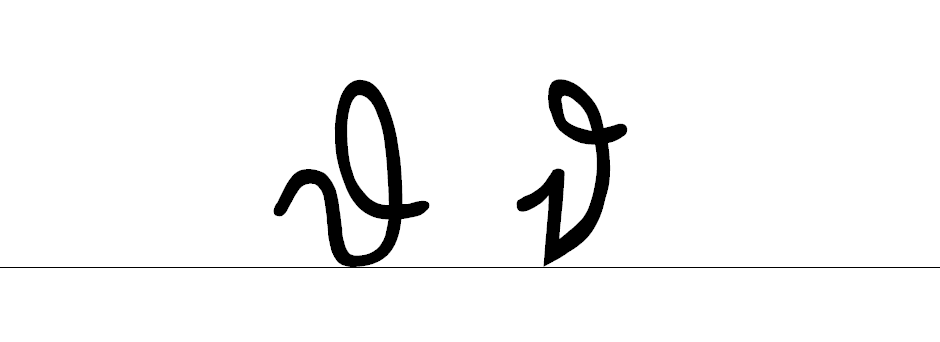
ジュッターリーン体

1. 縦線の右に半円を1つ続けた形で、大文字がそうである。フラクトゥールでは{\displaystyle {\mathfrak {D}}}のようである。しばしばOやPやbとの区別のため縦線に横棒を加えてÐのように書くことがある。また、アイスランド語、フェロー語のÐ ð、並びに南スラヴ諸語やベトナム語の Đ đ、エヴェ語のƉ ɖは別の字である。
2. 縦線の下部の左に円を1つ付けた形で、小文字がそうである。フラクトゥールの{\displaystyle {\mathfrak {d}}}のように、しばしば上に延びた線が左に曲がることがあるが、この場合、線が折り返してはならず、また円との接点より下には線が続いていてはならない。そうでないとaと区別が付かなくなる。

## 呼称
- 拉・独・蘭・葡・洪・尼：デー
- 仏・西・土：デ
- 伊：ディ
- 英: dee（ディー） (IPA: [diː])  聞く[ヘルプ/ファイル]
- エス：ドー
- 越：ゼー
- 日：ディー IPA:[dʲiꜜː]、デー IPA:[de̞ꜜː]

## 音素
この文字が表す音素は、[d]（有声歯茎破裂音）ないしその類似の歯茎音である。
- ドイツ語では語末や無声子音の前で無声化する。そのため、母音の前であってもこの[t]（無声歯茎破裂音）を表す事がある (例:zweitausendeins)。
- フランス語では語末の d を黙字とする（一部例外あり）。ただし、後続の単語が母音で始まっていれば、リエゾンして[t]となる（[d]とはならない）。
- 英語では、規則動詞の過去形の語尾-edは、その前の音により[d]、[t]、[Id]などと変化する。
- 中国語やその方言のピンインでは無気の[t]（無声歯茎破裂音）を表す。
- 中国南方の方言では、広東省教育部門式の広東語ローマ字のように歯茎内破音[t̚]を表す例もある。
- ベトナム語では有声歯茎摩擦音の[z]を表す。ただし、南部方言では硬口蓋接近音の[j]で発音される。「Đ」や「đ」が声門閉鎖を伴う有声歯茎破裂音の[ʔd]または歯茎入破音[ɗ]を表す。
- 日本語のローマ字表記では訓令式、ヘボン式共にダ行（タ行濁音）の子音に用いられる。ただし、「ぢ」「づ」は「じ」「ず」と同じ発音のため、それぞれ「JI」、「ZU」となる。日本式やIMEにおけるローマ字入力では、「ぢ」「づ」も含めた全てのダ行に用いられる。
- 朝鮮語のローマ字表記である文化観光部2000年式では有声音、無声音に関わらず初声のㄷに用いられる。マッキューン＝ライシャワー式では有声で発音されるㄷに用いられる。

## Dの意味

### 学術的な記号・単位
数学
- 五百を意味する数字。ローマ数字で用いる。
- 十三を意味する数字。十六進法や二十進法など、十四進法以上(参照: 位取り記数法#Nが十を超過) において十三（十進法の13）を一桁で表すために用いられる。
- "differential"（微分）の頭文字として、数学では微分関連の記号としてよく使われる。（例）dy/dx, 微分作用素 D, （余）鎖複体の微分 d
- 数学では、一般に既知の数、集合、行列等を示す、A, B, Cに次ぐ文字として、また判別式を示す文字として用いられる。
- 円の直径（diameter）
- 数学・自然科学では差 (difference)、距離 (distance)、次数 (degree) や 次元 (dimension) を示す文字として用いられる。

単位
- 繊度の単位、デニール（D：大文字）。
- 屈折度の単位、ディオプトリー（D：大文字）。
- 1/10を表すSI接頭語デシ（d：小文字）。
- 双極子モーメントの単位、デバイ（Debye、大文字）。

その他
- 導来圏
- ドイツ語で与格（間接目的語を表す格）Dativの略。
- 電界効果トランジスタ(FET)の端子の一つ。ドレイン (drain)
- ダイオード (diode)
- 洋楽で用いられる音名の一つ（英米式、独式）。イタリア式では「re」、日本式では「ニ」に相当。→ニ (音名)
  - 音階の2番目の音であることから、音楽関係者の間で2を表す隠語として使われる。例：D（デー）万=2万（円）
- Dで、ドイッチュ番号（シューベルトの作品に付せられる）
- Rh血液型における抗原の一つ。これにより、+と−とが判定される。
- 電磁気学の分野では電束密度を表す。
- ケッペンの気候区分の冷帯（亜寒帯）を表すD。
- 水素の同位体重水素（deuterium）を表す記号（D：大文字）。
- 化学で、キラリティーのある分子を識別する記号 (dextro)。
  - 分子全体が右旋性であることを示す（小文字）。
  - d-グリセルアルデヒドと同じ立体配置を持つものを示す（大文字）。→DL表記法
- 遅延スイッチ。構内電気設備配線用図記号（JIS C 0303：2000）で用いられる。スイッチの図記号に傍記。
- 博士号 (doctor) の略。D1と表記されれば博士課程1年生の意。
- 没年 (Death year) の略字として使われる。d. 1945と表記されれば1945年没の意。
- 経済学で、需要（Demand）。

### その他の記号
- 日(day)
- 自動車のATのドライブ（前進及び通常走行位置）。
- ダイニング（dining　食事）の略。
  - ダイニングルーム（食堂　食事室）
  - 鉄道車両の用途を表す副記号で、食堂車を表す（2階建て車と区別するため大文字で書く）。
- 鉄道車両の用途を表す副記号で、2階建車両を表す（食堂車と区別するため小文字で書く）。
- デザイナー (designer) の略。
- 古代ローマ人の個人名デキムス (Decimus) の略。
- テレビ・ラジオの放送業界や、音楽業界などでのディレクターの意味。
- 二重を意味するdoubleの略。日本ではこの意味でWが使われることもあるが、英語圏では用いられない（詳しくはWの記事を参照）。
- 欧米のアスキーアートにおいて、しばしば空けた口を意味する。（例 :-D）
- 欧州の自動車のカテゴリー、全長を基準に設定されている記号。Dセグメント。
- 「デルタ」フォネティックコードの第四コード。
- デジタルの略。DA変換など。

### 商品名・作品名・固有名等
- コンピュータ
  - D (データベース言語仕様)（Tutorial D などのデータベース言語の基となっている仕様）
  - D言語（プログラミング言語の一つ）。
  - D〜欧州蜃気楼〜（ウルフ・チームが1990年に発売した第二次世界大戦を舞台としたパソコン用ウォー・シミュレーションゲーム）。
- 電気・機械
  - 国鉄(JR)等の機関車で、動軸が4軸の形式に付される記号。D51、ED75など。
    - 国鉄(JR)等でディーゼル機関車の形式に付される記号。DD51、DE10など。
    - 国鉄(JR)等の列車番号で気動車列車に付されるアルファベット。
    - JR東日本が所有するディーゼル型検測車の愛称。East i-D

  - スウェーデン国鉄D形電気機関車
  - 電機業界では三菱電機を表す (D=Diamond)。
    - NTTドコモやソフトバンクの携帯電話における三菱電機製端末に付く型番。

  - アステルではデンソー製端末を意味していた（通常は「DE」）。
  - ニコンのデジタル一眼レフカメラ。ニコンのカメラ製品一覧を参照のこと。
  - インテルが開発したデスクトップ向けCPUの名称『Pentium D』『Celeron D』。
  - 映像機器接続用のD端子。コネクタ形状がDの形であることから名付けられた。
  - 日産車のエンジン形式ではDOHCもしくは直噴エンジンを表す。
- 作品・キャラクター名等
  - 菊地秀行原作の小説「吸血鬼ハンターD」の主人公の名"D"。
  - Pure Platinumのビジュアルノベル、『D 〜その景色の向こう側〜』の略称。
  - アーケードゲーム『QUEST OF D』に登場する魔導書。
  - 映画作品。D (映画)を参照のこと。
  - 漫画及びそれを原作にしたアニメ/ゲーム/実写映画作品『頭文字D』。
    - 同作内のチーム「プロジェクトD」。

  - Des-ROWのCDアルバム。D.を参照のこと。
- 芸能・スポーツ
  - 日本のヴィジュアル系バンド、D (バンド)。
  - 日本の女性アーティスト、D[diː]。
  - 日本のプロ野球球団中日ドラゴンズ (Dragons) の略号。
  - 日本のプロ野球球団横浜DeNAベイスターズ の略号。中日との混合のために使われることは少ない。
- その他
  - 鉄道のサインシステムにおいて、函館市電5系統 (Dokku)、JR奈良線、近鉄大阪線、JR山陰線（米子駅〜益田駅）、JR土讃線（多度津駅〜高知駅）(Dosan)、西鉄太宰府線 (Dazaifu) の路線記号として用いられる。

## 符号位置
| 大文字 | Unicode | JIS X 0213 | 文字参照            | 小文字 | Unicode | JIS X 0213 | 文字参照            | 備考                     |
| ------ | ------- | ---------- | ------------------- | ------ | ------- | ---------- | ------------------- | ------------------------ |
| D      | U+0044  | 1-3-36     | &#x44; &#68;        | d      | U+0064  | 1-3-68     | &#x64; &#100;       | 半角                     |
| Ｄ     | U+FF24  | 1-3-36     | &#xFF24; &#65316;   | ｄ     | U+FF44  | 1-3-68     | &#xFF44; &#65348;   | 全角                     |
| Ⓓ      | U+24B9  | ‐          | &#x24B9; &#9401;    | ⓓ      | U+24D3  | 1-12-36    | &#x24D3; &#9427;    | 丸囲み                   |
| 🄓      | U+1F113 | ‐          | &#x1F113; &#127251; | ⒟      | U+249F  | ‐          | &#x249F; &#9375;    | 括弧付き                 |
| ᴰ      | U+1D30  | ‐          | &#x1D30; &#7472;    | ᵈ      | U+1D48  | ‐          | &#x1D48; &#7496;    | 上付き文字               |
| 𝐃      | U+1D403 | ‐          | &#x1D403; &#119811; | 𝐝      | U+1D41D | ‐          | &#x1D41D; &#119837; | 太字                     |
| 𝐷      | U+1D437 | ‐          | &#x1D437; &#119863; | 𝑑      | U+1D451 | ‐          | &#x1D451; &#119889; | イタリック体             |
| 𝑫      | U+1D46B | ‐          | &#x1D46B; &#119915; | 𝒅      | U+1D485 | ‐          | &#x1D485; &#119941; | イタリック体太字         |
| 𝒟      | U+1D49F | ‐          | &#x1D49F; &#119967; | 𝒹      | U+1D4B9 | ‐          | &#x1D4B9; &#119993; | 筆記体                   |
| 𝓓      | U+1D4D3 | ‐          | &#x1D4D3; &#120019; | 𝓭      | U+1D4ED | ‐          | &#x1D4ED; &#120045; | 筆記体太字               |
| 𝔇      | U+1D507 | ‐          | &#x1D507; &#120071; | 𝔡      | U+1D521 | ‐          | &#x1D521; &#120097; | フラクトゥール           |
| 𝔻      | U+1D53B | ‐          | &#x1D53B; &#120123; | 𝕕      | U+1D555 | ‐          | &#x1D555; &#120149; | 黒板太字                 |
| ⅅ      | U+2145  | ‐          | &#x2145; &#8517;    | ⅆ      | U+2146  | ‐          | &#x2146; &#8518;    | 黒板太字イタリック       |
| 𝕯      | U+1D56F | ‐          | &#x1D56F; &#120175; | 𝖉      | U+1D589 | ‐          | &#x1D589; &#120201; | フラクトゥール太字       |
| 𝖣      | U+1D5A3 | ‐          | &#x1D5A3; &#120227; | 𝖽      | U+1D5BD | ‐          | &#x1D5BD; &#120253; | サンセリフ               |
| 𝗗      | U+1D5D7 | ‐          | &#x1D5D7; &#120279; | 𝗱      | U+1D5F1 | ‐          | &#x1D5F1; &#120305; | サンセリフ太字           |
| 𝘋      | U+1D60B | ‐          | &#x1D60B; &#120331; | 𝘥      | U+1D625 | ‐          | &#x1D625; &#120357; | サンセリフイタリック     |
| 𝘿      | U+1D63F | ‐          | &#x1D63F; &#120383; | 𝙙      | U+1D659 | ‐          | &#x1D659; &#120409; | サンセリフイタリック太字 |
| 𝙳      | U+1D673 | ‐          | &#x1D673; &#120435; | 𝚍      | U+1D68D | ‐          | &#x1D68D; &#120461; | 等幅フォント             |
| Ⅾ      | U+216E  | 1-3-36     | &#x216E; &#8558;    | ⅾ      | U+217E  | 1-3-68     | &#x217E; &#8574;    | ローマ数字500            |

| 記号 | Unicode | JIS X 0213 | 文字参照            | 名称                                    |
| ---- | ------- | ---------- | ------------------- | --------------------------------------- |
| ᴅ    | U+1D05  | ‐          | &#x1D05; &#7429;    | LATIN LETTER SMALL CAPITAL D            |
| 🄳    | U+1F133 | ‐          | &#x1F133; &#127283; | SQUARED LATIN CAPITAL LETTER D          |
| 🅓    | U+1F153 | ‐          | &#x1F153; &#127315; | NEGATIVE CIRCLED LATIN CAPITAL LETTER D |
| 🅳    | U+1F173 | ‐          | &#x1F173; &#127347; | NEGATIVE SQUARED LATIN CAPITAL LETTER D |

## 他の表現法
| フォネティックコード | モールス符号 |
| Delta                | －・・       |

|        |          | ⠙    |
| 信号旗 | 手旗信号 | 点字 |